# (34776) 2001 QC269
2001 QC269 (asteroide 34776) é um asteroide da cintura principal. Possui uma excentricidade de 0.27157120 e uma inclinação de 5.46495º.
Este asteroide foi descoberto no dia 20 de agosto de 2001 por NEAT em Palomar.